# Northern Peoples’ Party
Die Northern Peoples’ Party (NPP) war eine politische Partei im heutigen Ghana.
Trotz der identischen Abkürzung (NPP) besteht hier weder ein historischer noch ein inhaltlicher Zusammenhang zur New Patriotic Party Ghanas. Die wurde bereits im Unabhängigkeitsprozess des Landes auf dem Weg von der Kolonie Goldküste zur Staat Ghana im Jahr 1954 als Oppositionspartei zur Convention People’s Party von Kwame Nkrumah gegründet.

## Gründung und politische Richtung
Die NPP entstand 1954  Wie bereits die Namensgebung indiziert verfolgte die NPP im Wesentlichen die Interessenvertretung der im Norden des heutigen Ghana lebenden Stämme, die sich ethnisch, religiös und kulturell deutlich von den südlichen Völkern unterschieden. Die NPP kann politisch als Richtungsgebend auf für das Parteiprogramm der nahen Muslim Association Party (MAP) zugerechnet werden. Beide Parteien wurden im Zuge der Integration der nördlichen Regionen in die Kolonie Goldküste gegründet, da insbesondere die Bildungselite und die Führungselite der Nord-Stämme neben der Gesamtbevölkerung befürchtete durch den politischen Zusammenschluss mit den südlichen Akan-dominierten Regionen an Einfluss zu verlieren.
Die Northern Peoples’ Party wird in die Parteienlandschaft der Danquah-Busia Tradition eingeordnet.

## Wahlergebnisse
Sowohl bei den Wahlen zur gesetzgebenden Versammlung (Legislative Assembley) am 15. Juni 1954, als auch bei den Wahlen am 17. Juli 1956 konnte die NPP ein erhebliches Stimmenpotential auf sich vereinigen. Bei den Wahlen des Jahres 1954 errang die NPP 12 von 104 Sitzen in der Versammlung erringen, im Jahre 1956 sogar 15 der 104 Sitze. Klarer Wahlsieger blieb die Convention People’s Party (CPP), die NPP wurde zweitstärkste Kraft im Parlament.

## Nach der Unabhängigkeit 1957
Bald nach der Unabhängigkeit Ghanas am 6. März 1957 wurde auf Betreiben des damaligen Premierministers Kwame Nkrumah und späteren Präsidenten Ghanas ein Gesetz zur Verhinderung von Diskriminierung (Avoidence of Discrimination Act 1957, C.A. 38) erlassen. Dieses Gesetz Verbot jegliche Gruppierung mit einer Ausrichtung basierend auf ethnischer, religiöser, regionaler oder ähnlicher Ausrichtung mit Wirkung ab dem 31. Dezember 1957.
Der vollständige Titel des Gesetzes lautete:
Gesetz über das Verbot von Organisationen, die zur Propaganda die Zugehörigkeit zu einem Stamm, einer Region, einer Rasse oder einer Religion verwenden oder nutzen zum Nachteil einer Gemeinschaft oder um die Wahl von Personen aufgrund deren Zugehörigkeit zu einem Stamm, einer Region oder Religion oder ähnliche Zwecke zu sichern. (engl.: An Act to prohibit organizations using or engaging in tribal, regional, racial and religious propaganda to the detriment of any community, or securing the election of persons on account of their tribal, regional or religious affiliations and for other purpuse connected therewith.)
Die NPP fiel aufgrund des deutlichen Bezuges auf der Interessen lediglich der nördlichen islamisch geprägten Regionen des heutigen Ghana unter das Gesetz und wurde so quasi über Nacht zu einer illegalen Gruppierung, obwohl sie im Parlament seit dein Wahlen 1954 vertreten war. Betroffen waren unter anderem die Parteien Anlo Youth Association, Togoland Congress, Muslim Association Party (MAP) und andere Organisationen wie auch Ga Shifimo Kpee.

## NPP – United Party
Um einem Parteienverbot aus dem Weg zu gehen, schlossen sich verschiedene Parteien Anfang 1958 zur United Party (Ghana) zusammen. Die UP setzte sich zusammen aus folgenden Parteien und Gruppierungen:
- National Liberation Movement (NLM)
- Anlo Youth Association (AYA)
- Togoland Congress (TC)
- Northern Peoples’ Party
- Muslim Association Party
- Ga Shifimo Kpee

Mit der Gründung der UP existierte offiziell die NPP nicht mehr. Neben der Nachfolgepartei United Party bestand in Ghana lediglich die Partei Nkrumahs, die Convention People’s Party (CPP) ab 1958.